# دنتون کولی
دنتون آرتور کولی (به انگلیسی: Denton Arthur Cooley) متولد ۲۲ اوت ۱۹۲۰ - درگذشته ۱۸ نوامبر ۲۰۱۶ در هیوستون در تگزاس، جراح آمریکایی برجستهٔ قلب بود.
دنتون در سال ۱۹۶۹ نخستین قلب مصنوعی را به یک انسان پیوند زد.
کولی و همکارانش با ۱۰۰٬۰۰۰ پیوند قلبی، رکورددار کنونی جهان است. او بیش از ۱۳۰۰ مقاله به چاپ رسانیده و ۱۳ کتاب نگاشته‌است.
او دانش آموختهٔ دانشگاه تگزاس در آستین، شاخه پزشکی دانشگاه تگزاس، و دانشگاه جانز هاپکینز است.
او عضو هیأت علمی بخش پیوند قلب مرکز علوم درمانی دانشگاه تگزاس در هیوستون و بیمارستان کودکان تگزاس بود. دنتون آرتور کولی در ۱۸ نوامبر ۲۰۱۶ در سن ۹۶ سالگی درگذشت.